# António Ramalho Eanes
António dos Santos Ramalho Eanes, (phát âm tiếng Bồ Đào Nha: [ɐ̃ˈtɔniu ʁɐˈmaʎu iˈɐnɨʃ]; sinh ngày 25 tháng 1 năm 1936) là Đại tướng và chính trị gia người Bồ Đào Nha và là Tổng thống thứ 16 của Bồ Đào Nha từ năm 1976 đến năm 1986.